# Libnotes (Libnotes) onobana
Libnotes (Libnotes) onobana is een tweevleugelige uit de familie steltmuggen (Limoniidae). De soort komt voor in het Australaziatisch gebied.